# František Phoebus z Foix
František Phoebus z Foix (španělsky Francisco Febo de Foix; 1467/1469? – 30. ledna 1483, Pau) byl král Navarry, hrabě z Foix, Bigorre a vikomt z Beárn.
Narodil se jako jediný syn Gastona z Foix, dědice navarrského trůnu a Magdalény, dcery francouzského krále Karla VII. Jeho otec koncem roku 1470 zemřel na následky zranění utržených v turnaji a chlapec se tak stal následníkem navarrského trůnu. Roku 1472 po smrti dědečka zdědil hrabství Foix, Bigorre a vikomství v Beárnu. Roku 1479 se po smrti babičky Eleonory stal králem Navarry s tím, že ve funkci regentky po dobu jeho nezletilosti měla být matka Magdaléna. Zemřel na počátku roku 1483 na otravu[zdroj?] a trůn připadl jeho sestře Kateřině.